# Cowles Mountain
Der Cowles Mountain (486 m) ist ein Berg im Stadtgebiet von San Diego und gleichzeitig dessen höchster Punkt. Der Berg liegt im Mission Trails Regional Park und ist aufgrund seiner Stadtnähe ein beliebter Ausflugspunkt.
Der Name des Berges stammt von George A. Cowles, einem Rancher im heutigen Stadtgebiet von San Diego.
Der Gipfel kann als einfache Bergwanderung über 2,4 km Länge erreicht werden.

## Weblink
- https://www.peakbagger.com/peak.aspx?pid=17037